# Burnley F.C.
Burnley Football Club je engleski nogometni klub iz Burnleyja. Trenutačno se natječe u Premier ligi.

## O klubu
Klub je osnovan 1882., te je bio jedan od osnivača engleske nogometne lige. Burnley je većinu svoje povijesti proveo u jednoj od prve dvije lige, a najveći uspjesi su im osvajanje prve lige sezona 1920./21. i 1959./60., FA kupa 1914., te igranje u četvrtfinalu Europskog kupa 1961. Ujedno je i jedan od samo tri kluba koji je bio prvak četiri profesionalnih engleskih liga. Svoje domaće utakmice utakmice igraju na stadionu Turf Moor, a 2009. su prvi put nakon 33 godine zaigrali u najvišem razredu engleskog nogometa nakon pobjede u razigravanju Championshipa.

## Klupski uspjesi

### Domaći uspjesi
- Prva liga

- Prvaci (2): 1920./21., 1959./60.
- Doprvaci (2): 1919./20., 1961./62.

- Druga liga

- Prvaci (4): 1897./98., 1972./73., 2015./16., 2022./23.
- Doprvaci (3): 1912./13., 1946./47., 2024./25.

- Treća liga

- Prvaci (1): 1981./82.
- Doprvaci (1): 1999./00.

- Četvrta liga

- Prvaci (1): 1991./92.

- FA kup

- Prvaci (1): 1913./14.
- Finalisti (2): 1946./47., 1961./62.

- FA Community Shield

- Prvaci (1): 1973.
- Podijeljen naslov (1): 1960.

### Europski uspjesi
UEFA Liga prvaka:
- Četvrtfinalisti (1): 1961.

## Vanjske poveznice
- Službena stranica